# Podvodní fotografie

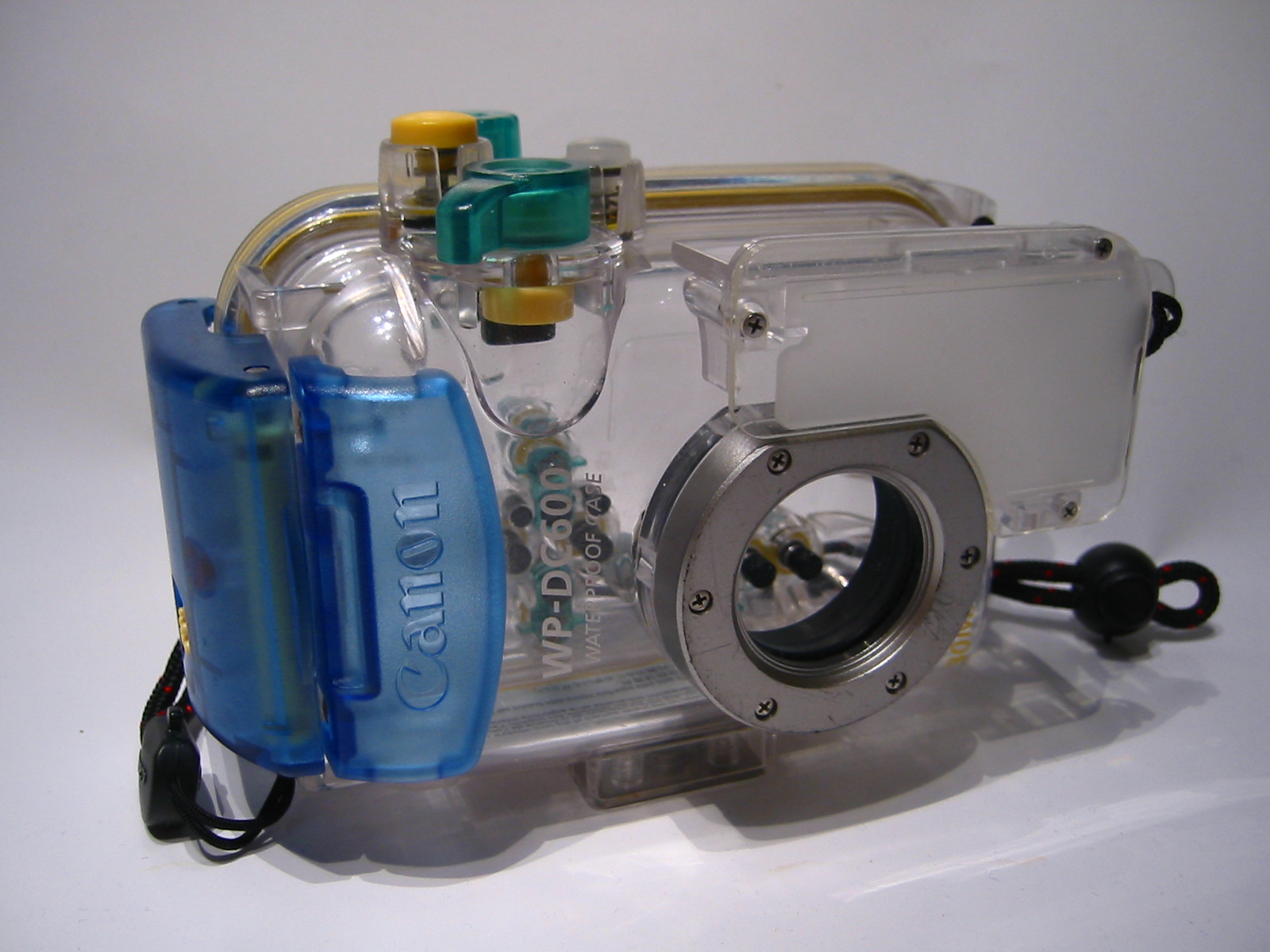
Podvodní pouzdro Canon WP-DC600 pro IXUS v2

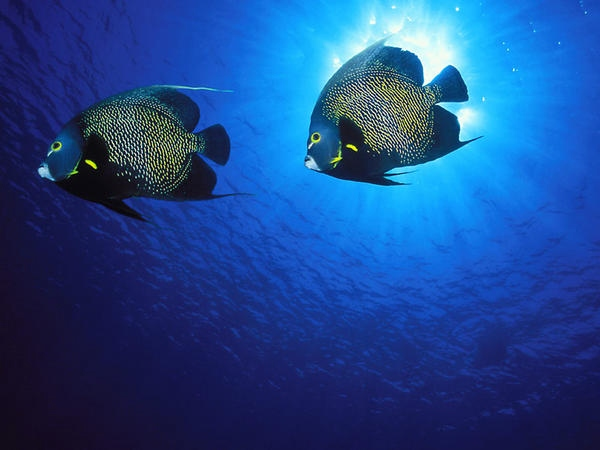
Širokoúhlý záběr pomce černého s vyváženým poměrem blesku a slunečního světla

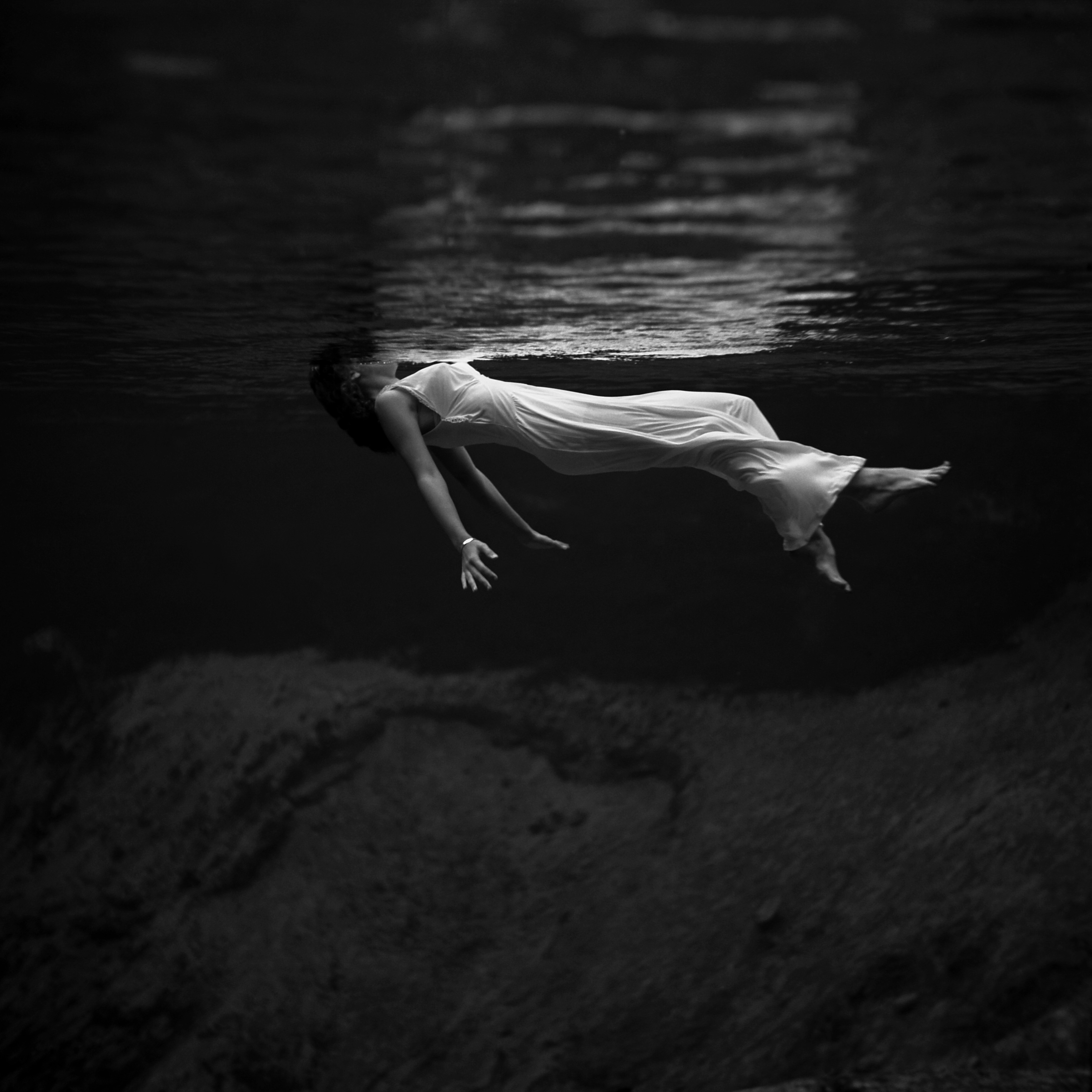
Toni Frissell: Snímek dívky pod vodou

Podvodní fotografie je proces snímání fotografií pod vodou. Dělá se obvykle při potápění, ale může být provozována při šnorchlování nebo plavání.

## Vybavení
Podvodní fotoaparáty jsou obvykle běžné fotoaparáty, vybavené vodotěsnou a tlakuvzdornou schránkou se skleněným nebo umělohmotným oknem na před objektivem. V minulosti však byly prováděny pokusy i se speciálními neutěsněnými fotoaparáty, naplněnými vodou. Dostupné jsou speciální utěsněné fotoaparáty, které v malých hloubkách nepotřebují zvláštní pouzdro.
Za denního světla mohou být fotografie pořizovány do hloubek až 10 m (víc než 30 stop). Další překážky, kterým čelí podvodní fotograf, jsou extrémní ztráta barvy a kontrastu při ponoření do větší hloubky. Větší hloubky proto vyžadují umělé světlo jako je blesk nebo přežhavené žárovky. Kvalita fotografií závisí na čistotě vody; ve vodách plných částeček nečistot vykresluje světlo od nich odražené vše ale zblízka je nepraktické. Podvodní fotografové často používají širokoúhlé objektivy, aby opticky vyrovnali index lomu vody, který je větší než u vzduchu. Rozdíl indexů způsobuje, že předměty pod vodou se zdají o 25% blíže než jsou ve skutečnosti. Zachycování krásy podvodního světa s fotografickým aparátem je oblíbená činnost nadšenců do potápění. Speciální podvodní fotoaparáty v tlakuvzdorných pouzdrech se též používají při vědeckém zkoumání mořských hlubin.

## Chronologie
- 1856 – William Thompson nasnímal první fotografie pod vodou s pomocí fotoaparátu, který přimontoval na dlouhou tyč.
- 1893 – Louis Boutan snímal fotografie pod vodou, když se potápěl za pomoci speciální přilby. Později sestrojil speciální podvodní fotoaparát s astigmatickou čočkou
- 1894 – Louis Boutan zkoušel utopený fotoaparát (fotoaparát naplněný vodou).
- 1898 – O podvodní fotografii se pokoušel také Pierre Petit.
- 1899 – Louis Boutan pořídil první fotografie z hloubky 50 m za umělého osvětlení.
- 1914 – John Ernest Williamson na Bahamách natočil první film pod vodou.[1]
- 1923 – William Harding Longley a Charles Martin pořídili první barevné fotografie pod vodou s pomocí hořčíkového blesku.[2]
- 1957 – Byl vyroben první sériový fotoaparát určený pro fotografování pod vodou: Calypso. Vyvinul jej Jean de Wouters a vylepšil Jacques-Yves Cousteau. Poprvé byl použit v Austrálii roku 1963. Umožňoval maximální rychlost závěrky 1/1000s. Společnost Nikon později začala vyrábět přístroj s označením Nikonos s maximální rychlostí závěrky 1/500s. Ten se stal později nejúspěšněji prodávaným modelem podvodní řady.

## Autoři

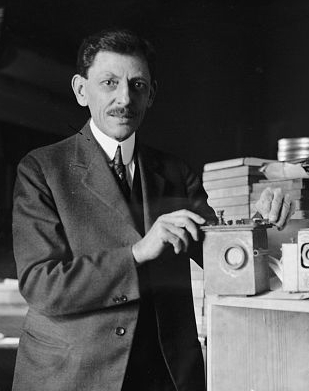
Paul Bartsch s podvoním fotoaparátem (1926)

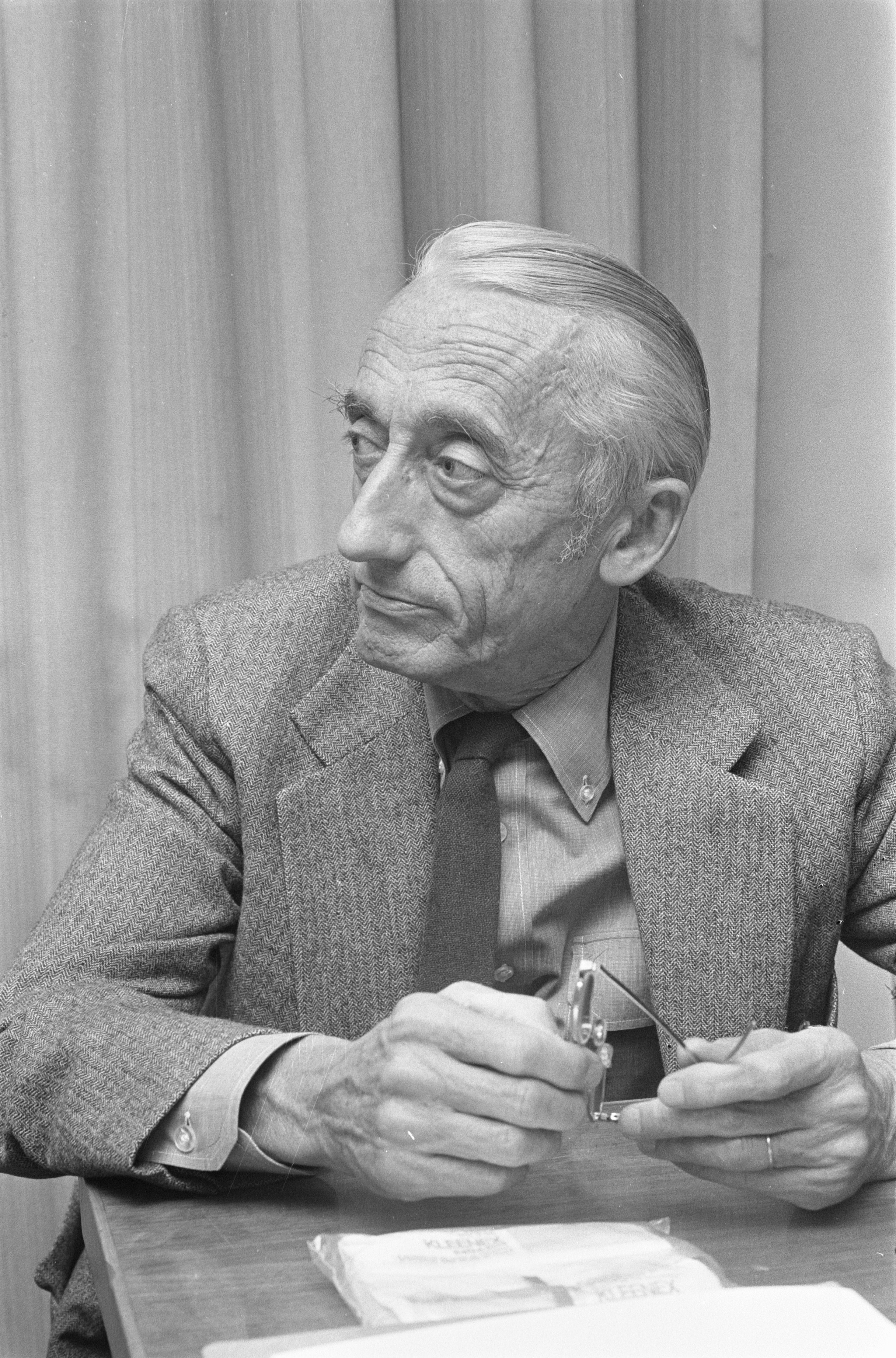
Jacques-Yves Cousteau, pionýr potápění a podvodní fotografie a filmu

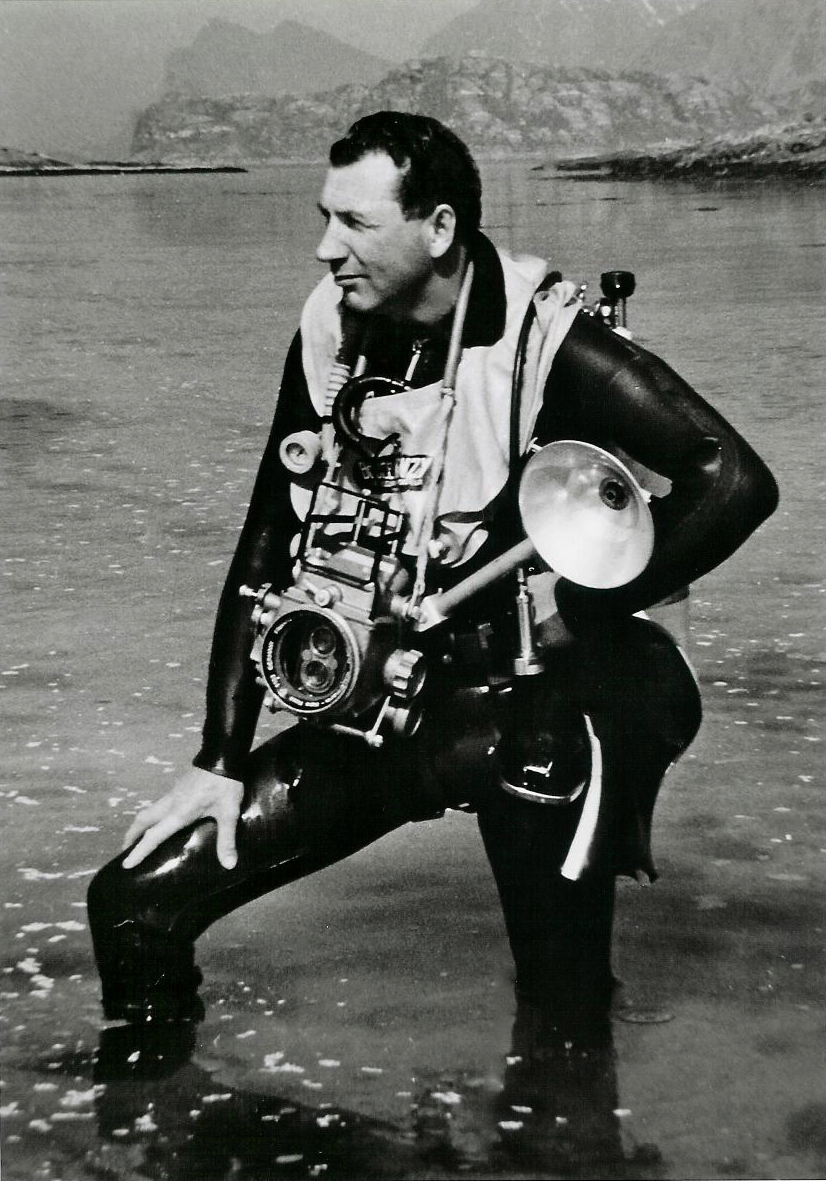
Norský pionýr potápění Odd Henrik Johnsen s podvoním fotoaparátem (1960-1970)

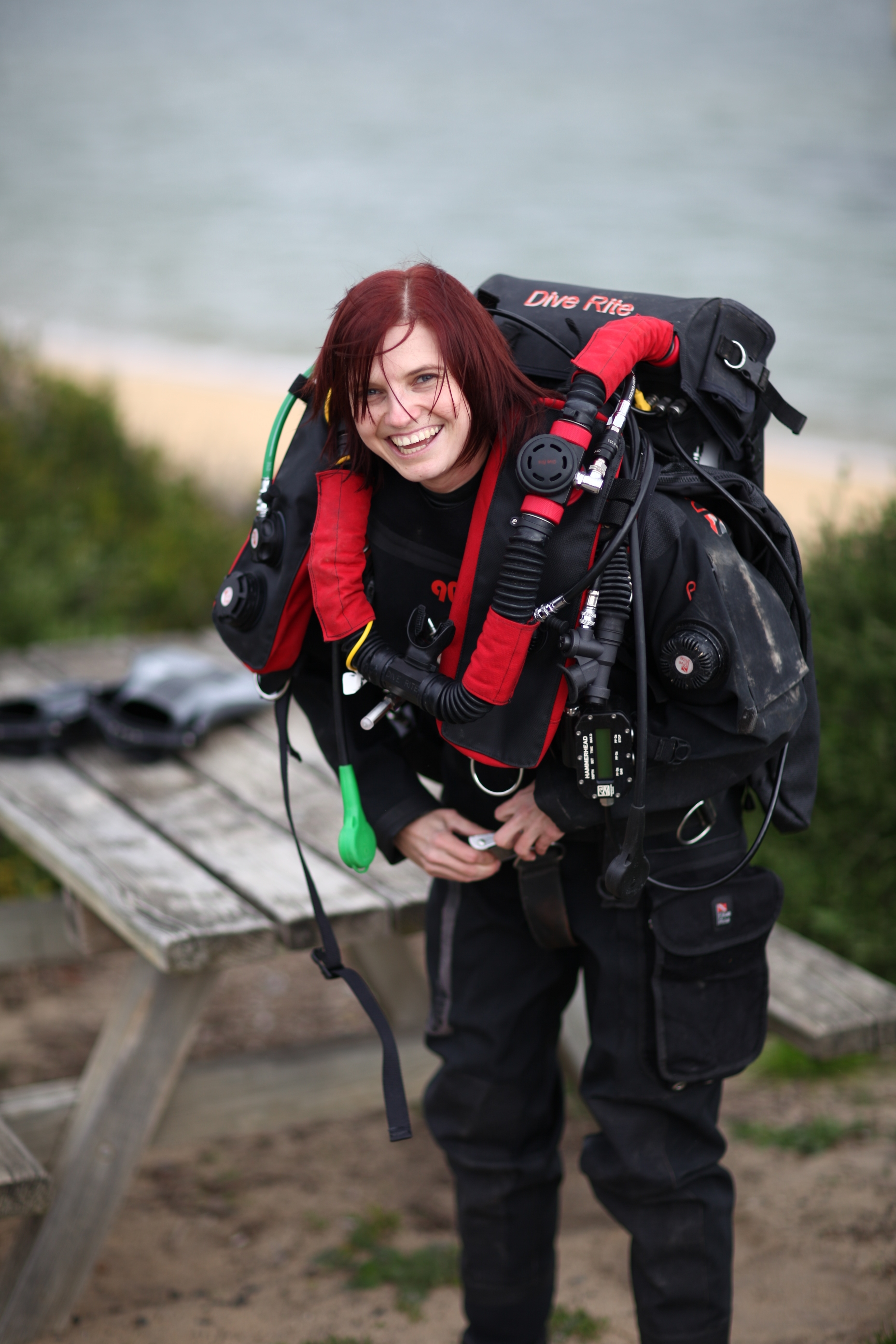
Agnes Milowka

Serge de Sazo (1915–2012) se v roce 1950 při práci na projektu o naturismu na ostrově Levant setkal s J. A. Foexem, který jej zasvětil do podmořského světa. Fascinován svobodou lehkého pohybu beztížného těla vymyslel pro svůj Rolleiflex vodotěsný kryt. Ten pak používal pro své první podmořské fotografie manželky. Po několika drobných vylepšení fotografoval skupinu tanečnic pod vodou. Zrodila se nová oblast fotografie: Levantské mořské panny (The Mermaids of Levant) a měla okamžitý úspěch. Jeho mentor jej pak zasvětil do dalších technik podmořského potápění. Byl fascinován stále nedotčeným světem rostlin a volně žijících zvířat. V roce 1954 spolu s J. A. Foexem a Roger Brandem vydali první francouzský časopis věnovaný podmořskému světu L'aventure sous-marine. Od té doby pak dělil svůj čas mezi touto vášní a prací fotožurnalisty.
Eduard Admetlla i Lázaro (1924–2019) byl španělský průkopník potápění, podvodní kameraman a fotograf, návrhář podvodních kamerových pouzder, návrhář samostatného podvodního dýchacího přístroje a tester potápěčské vybavení.

### Významní podvodní fotografové
- Tamara Benitez – filipínská kameramanka
- Georges Beuchat – francouzský vynálezce, potápěč a podnikatel
- Adrian Biddle – anglický kameraman
- Jonathan Bird – americký fotograf, kameraman, režisér a televizní hostitel
- Eric Cheng – tchajwansko-americký podnikatel a profesionální fotograf
- Neville Coleman – australský přírodovědec, podvodní fotograf, spisovatel, vydavatel a školitel
- Jacques-Yves Cousteau – francouzský vynálezce potápěčského vybavení, průkopník potápění, spisovatel, filmař a mořský badatel
- John D. Craig – americký podnikatel, spisovatel, voják a potápěč
- Ben Cropp – australský dokumentární filmař, rybář
- Bernard Delemotte – francouzský potápěč a fotograf
- David Doubilet – francouzský potápěč a fotograf
- John Christopher Fine – americký mořský biolog, potápěč a spisovatel
- Dermot FitzGerald – irský podnikatel
- Rodney Fox – australský potápěč, filmař a ochránce přírody
- Ric Frazier – americký fotograf
- Stephen Frink – podvodní fotograf a vydavatel
- Peter Gimbel – americký filmař a podvodní fotožurnalista
- Monty Halls – britský TV producent, potápěč a přírodovědec
- Hans Hass – Rakouský biolog, filmař a pionýr potápění
- Henry Way Kendall – americký částicový fyzik, který získal Nobelovu cenu za fyziku
- Rudie Kuiter – australský podvodní fotograf narozený v Nizozemsku, taxonomista a mořský biolog
- Joseph B. MacInnis – kanadský fyzik, spisovatel, básník a aquanaut
- Luis Marden – americký fotograf, badatel, spisovatel, filmař, potápěč, navigátor a jazykovědec
- Agnes Milowka – australský potápěč
- Noel Monkman – novozélandsko-australský filmař se specializací na podvodní fotografii
- Steve Parish – anglicko-australský fotograf a vydavatel
- Zale Parry – americký pionýr potápění, podvodní fotograf a herec
- Pierre Petit – francouzský průkopník fotograf, prováděl první pokusy o podvodní fotografii
- Leni Riefenstahlová – německá filmová režisérka, producentka, scenáristka, editorka, fotografka, herečka a tanečnice
- Peter Scoones – podvodní kameraman
- Brian Skerry – americký fotožurnalista
- Wesley C. Skiles – americký potápěč a podvodní kameraman
- E. Lee Spence – podvodní archeolog
- Philippe Tailliez – francouzský pionýr potápění a podvodní fotograf
- Ron a Valerie Taylor – australští potápěči a kameramani se specializací na žraloky
- Albert Tillman – americký školitel a podvodní potápěč
- John Veltri – americký filmař a podvodní fotograf
- Stan Waterman – kameraman a podvodní filmový producent
- J. Lamar Worzel – americký geofyzik a podvodní fotograf
- Susanna Majuri, finská výtvarná fotografka (1978-2020)

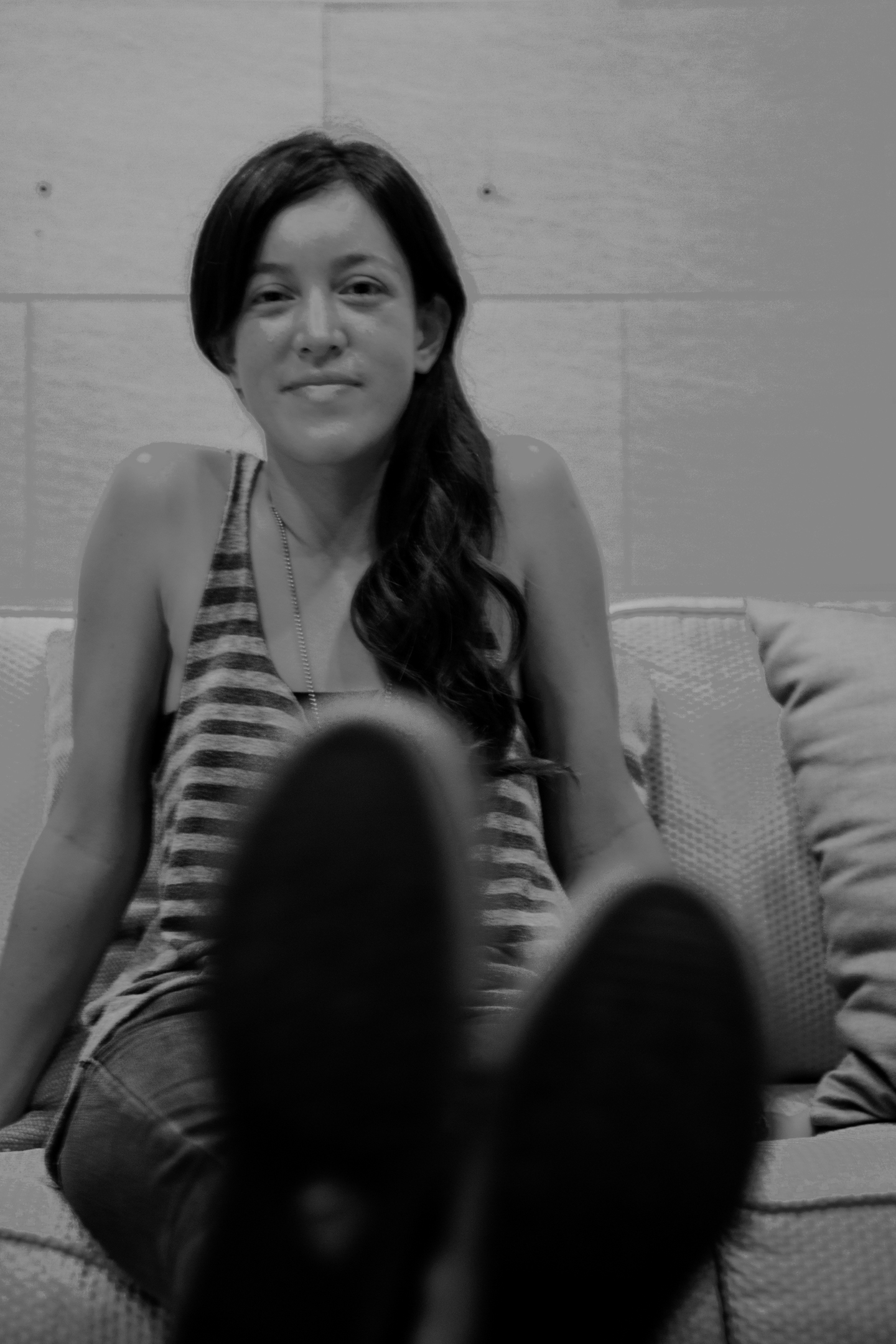
Tamara Benitez
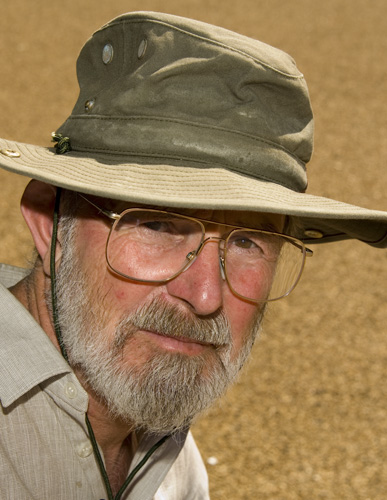
Peter Scoones
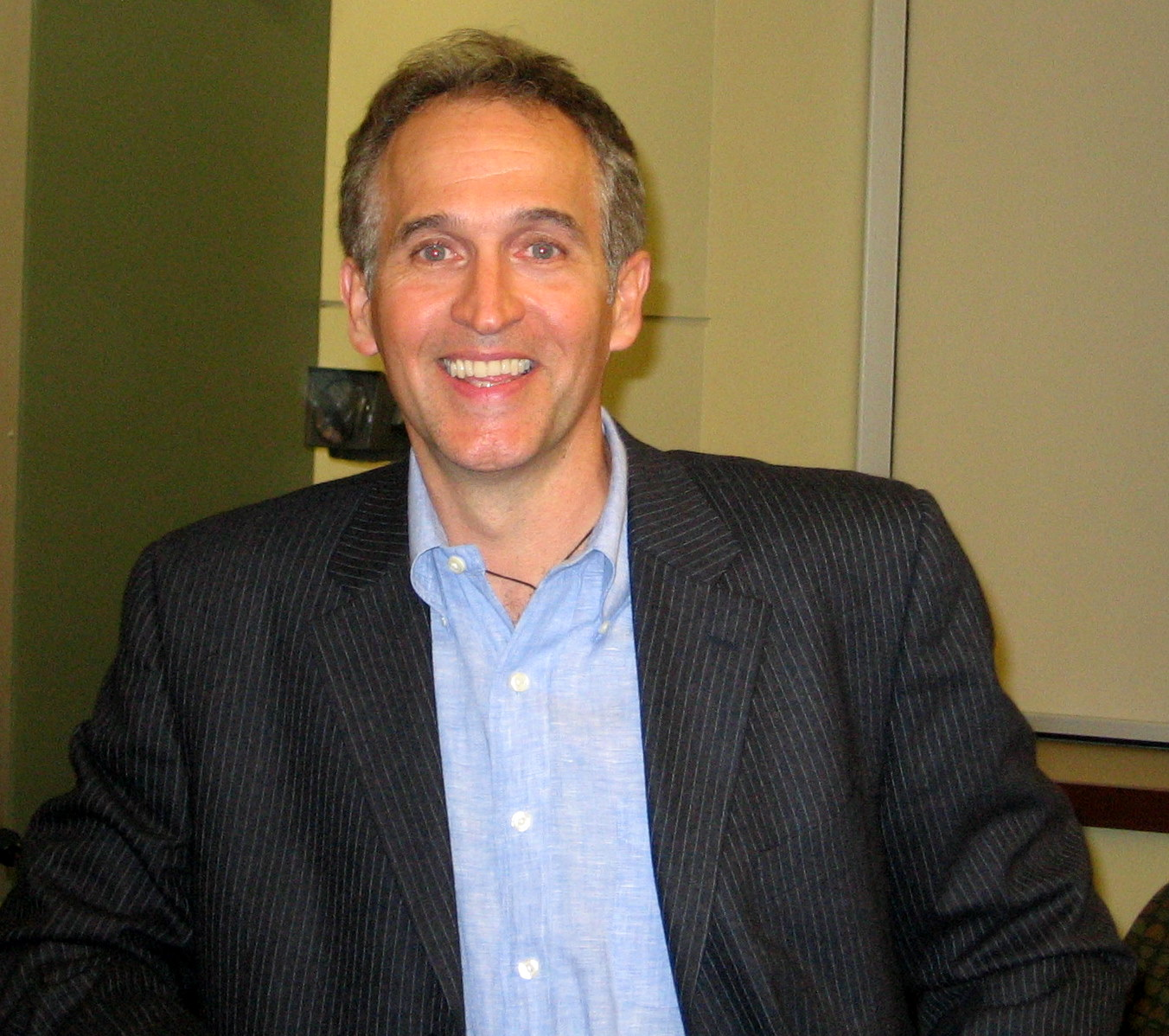
Brian Skerry

## Galerie

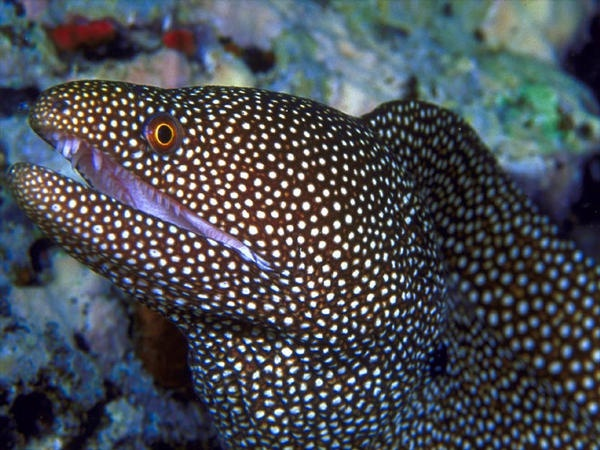
Makro snímek s použitím blesku
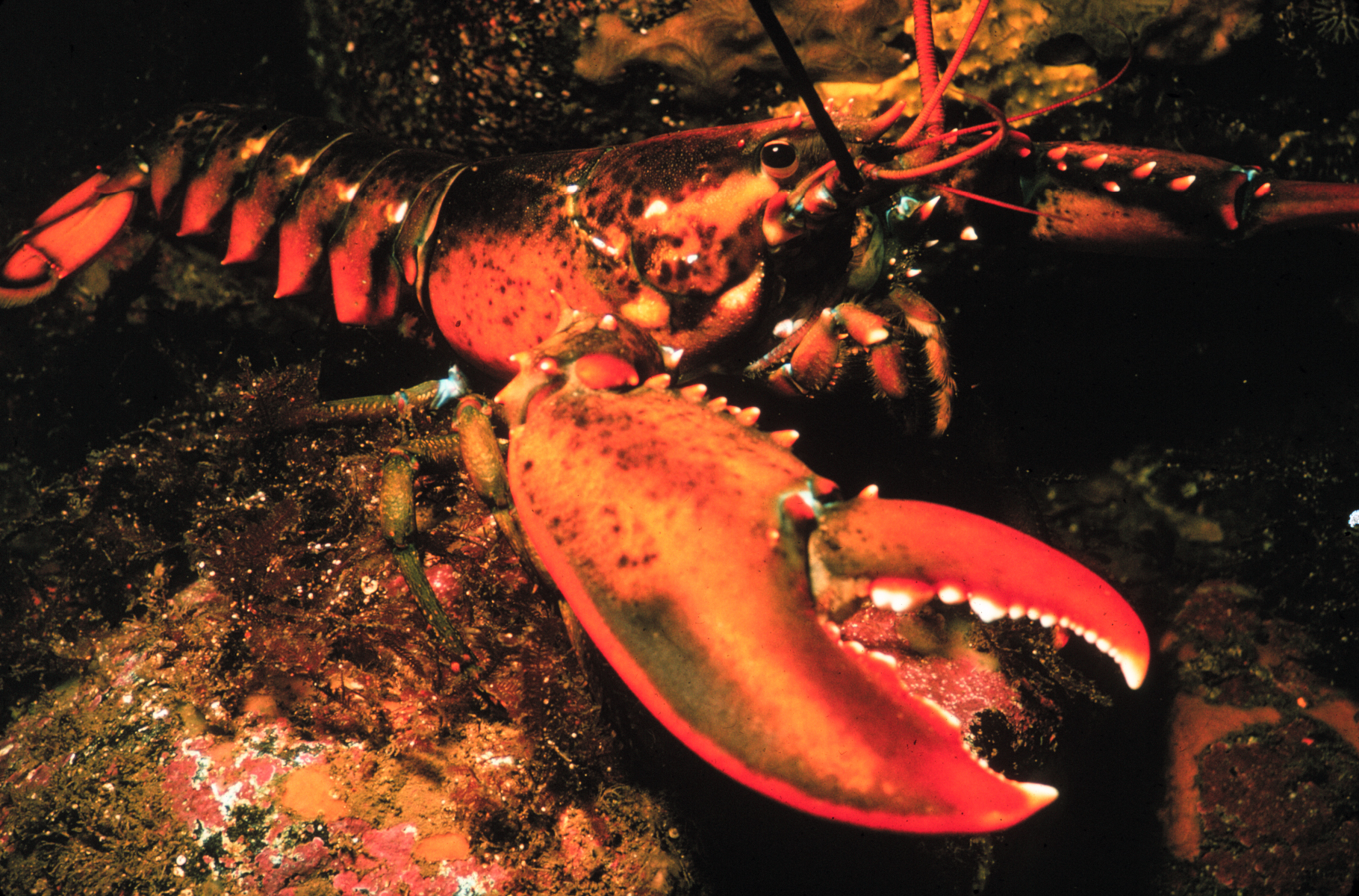
Fotografie z archivu NOAA
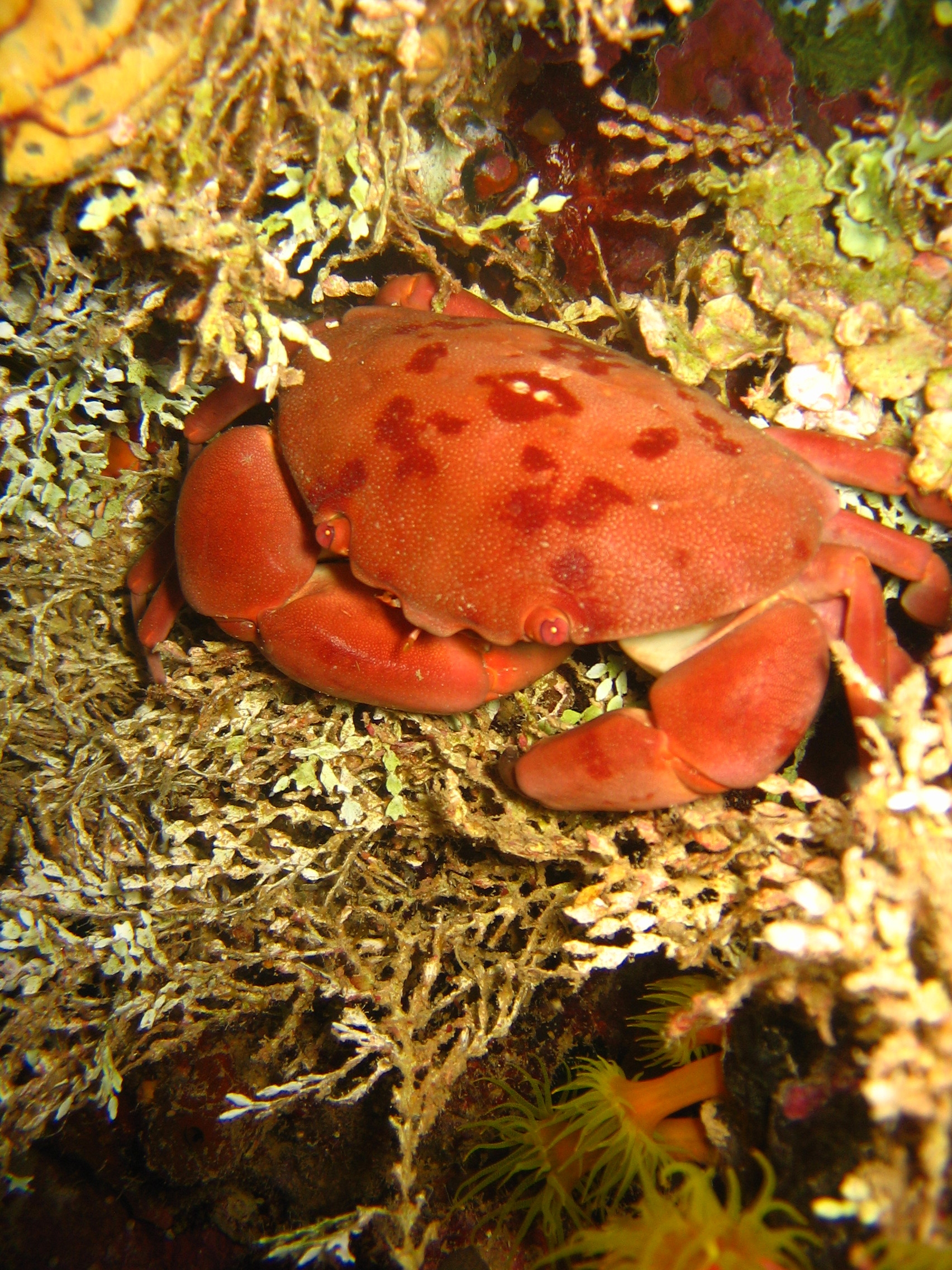
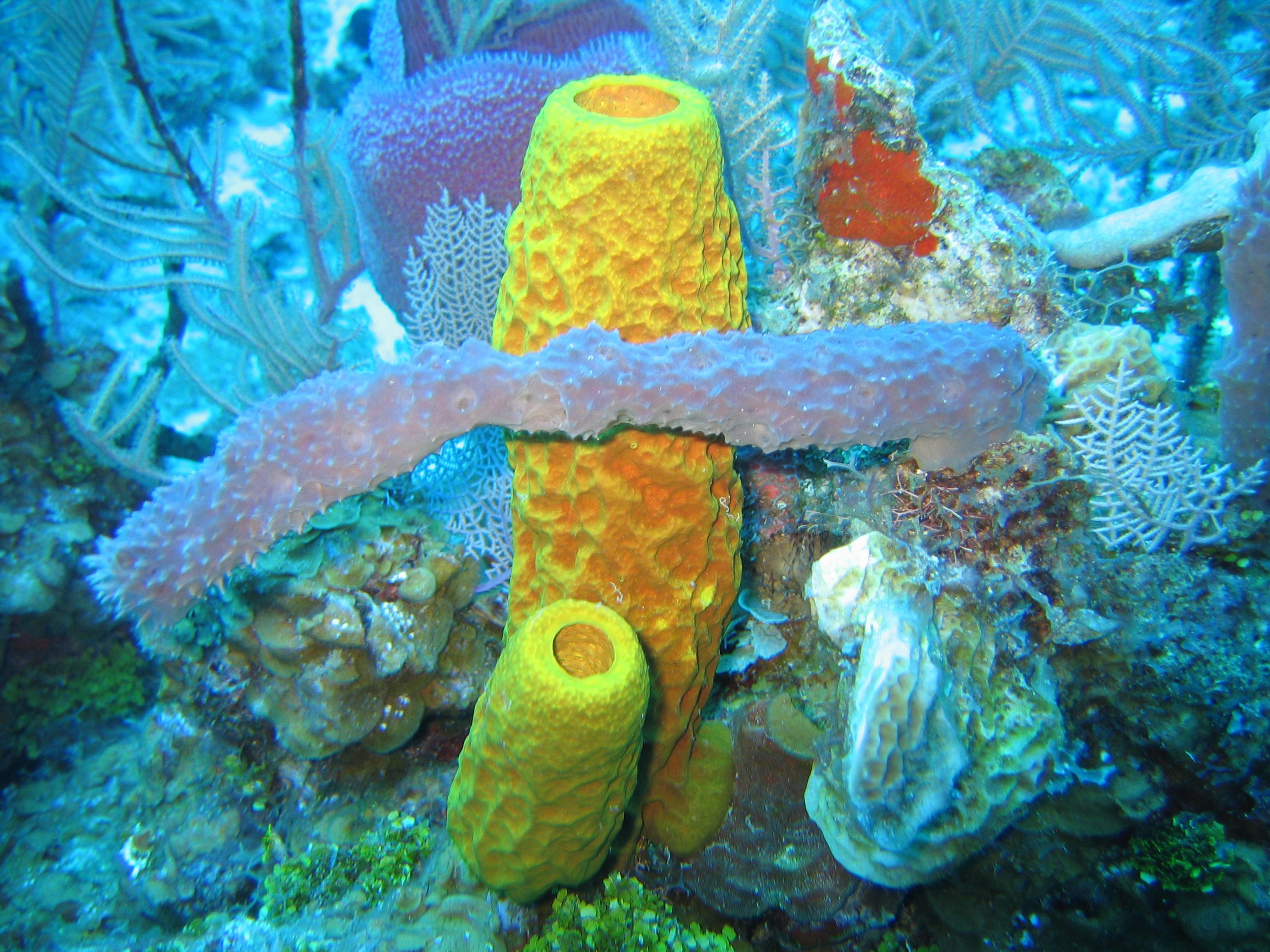
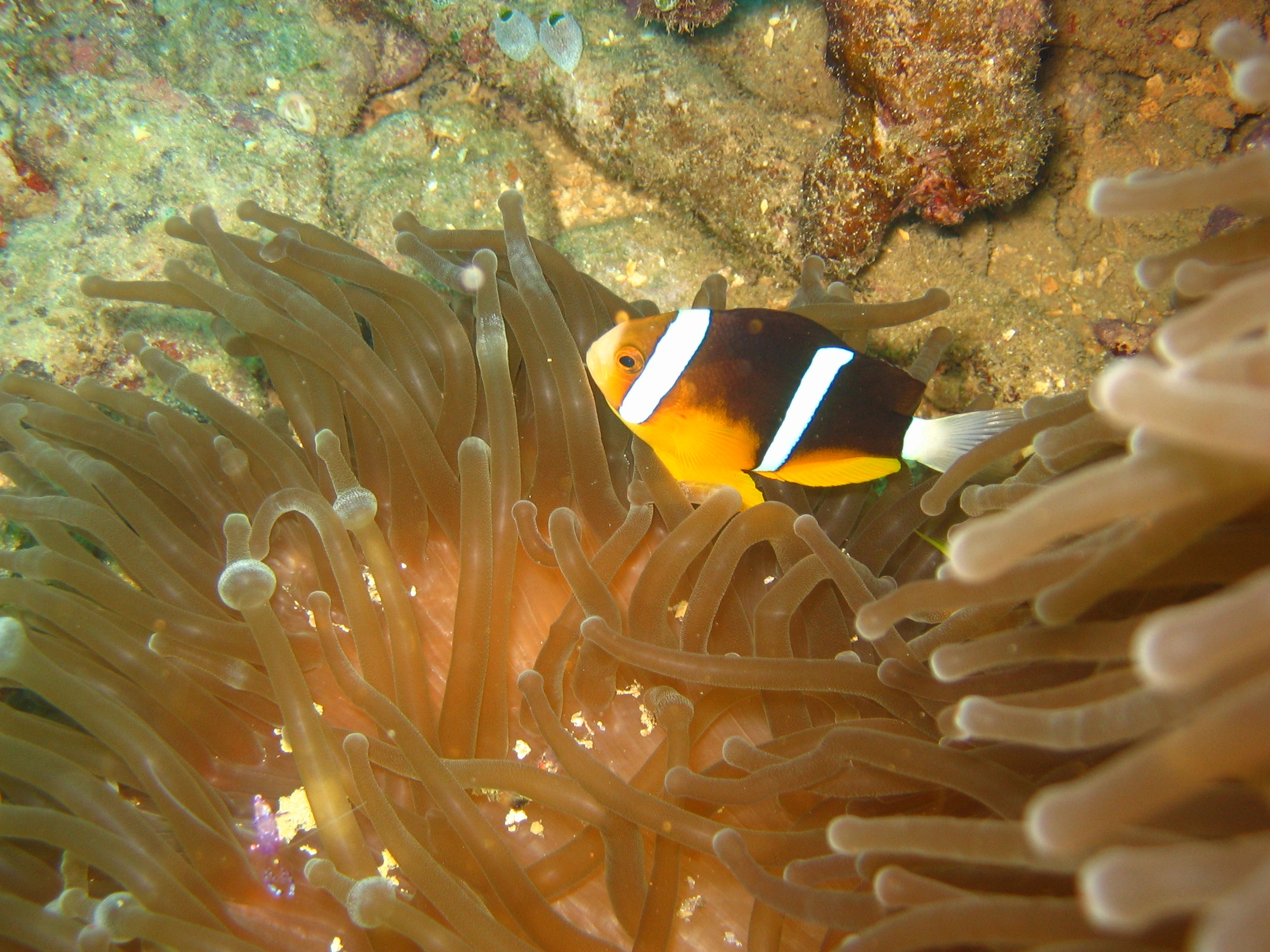
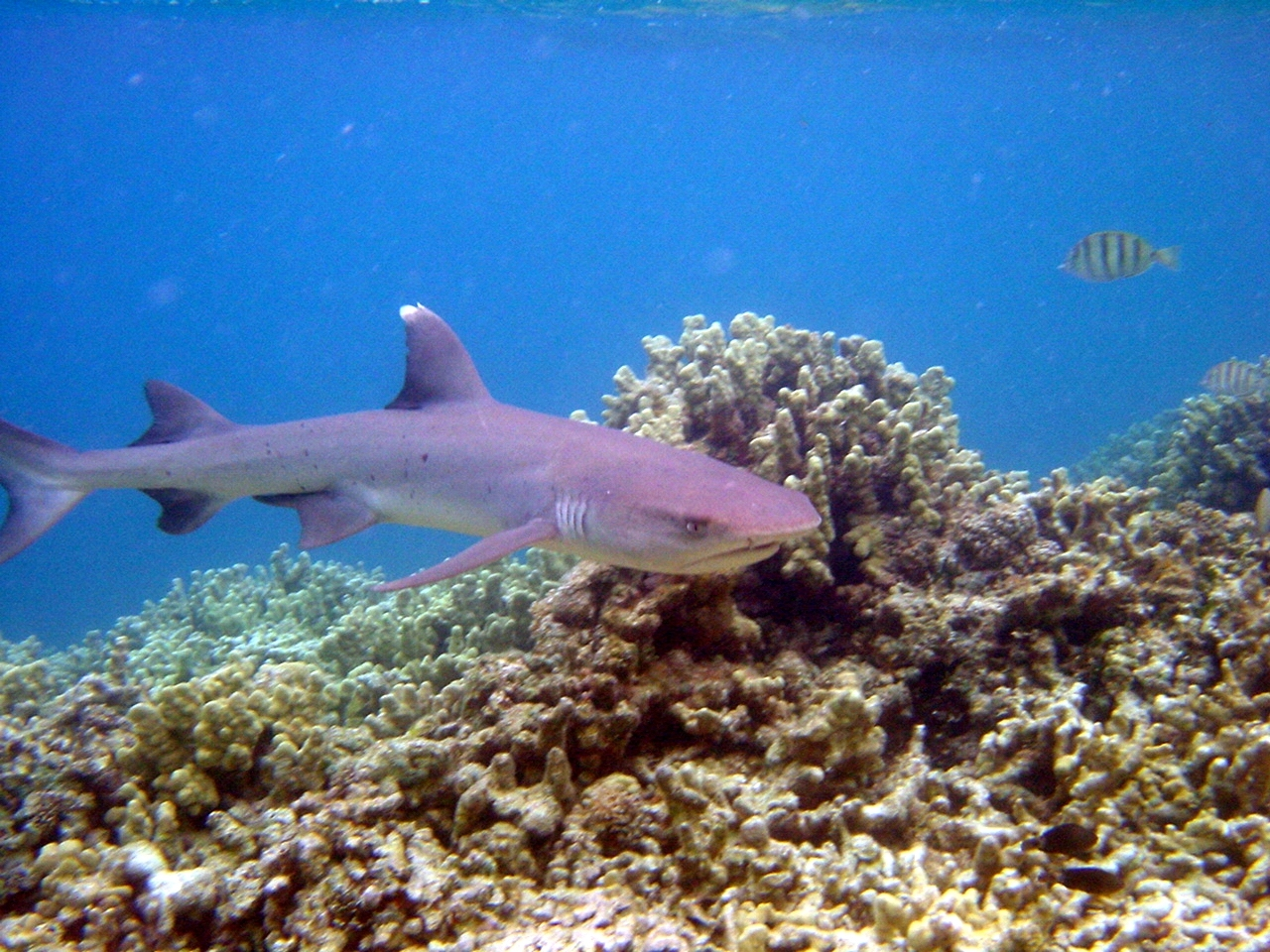
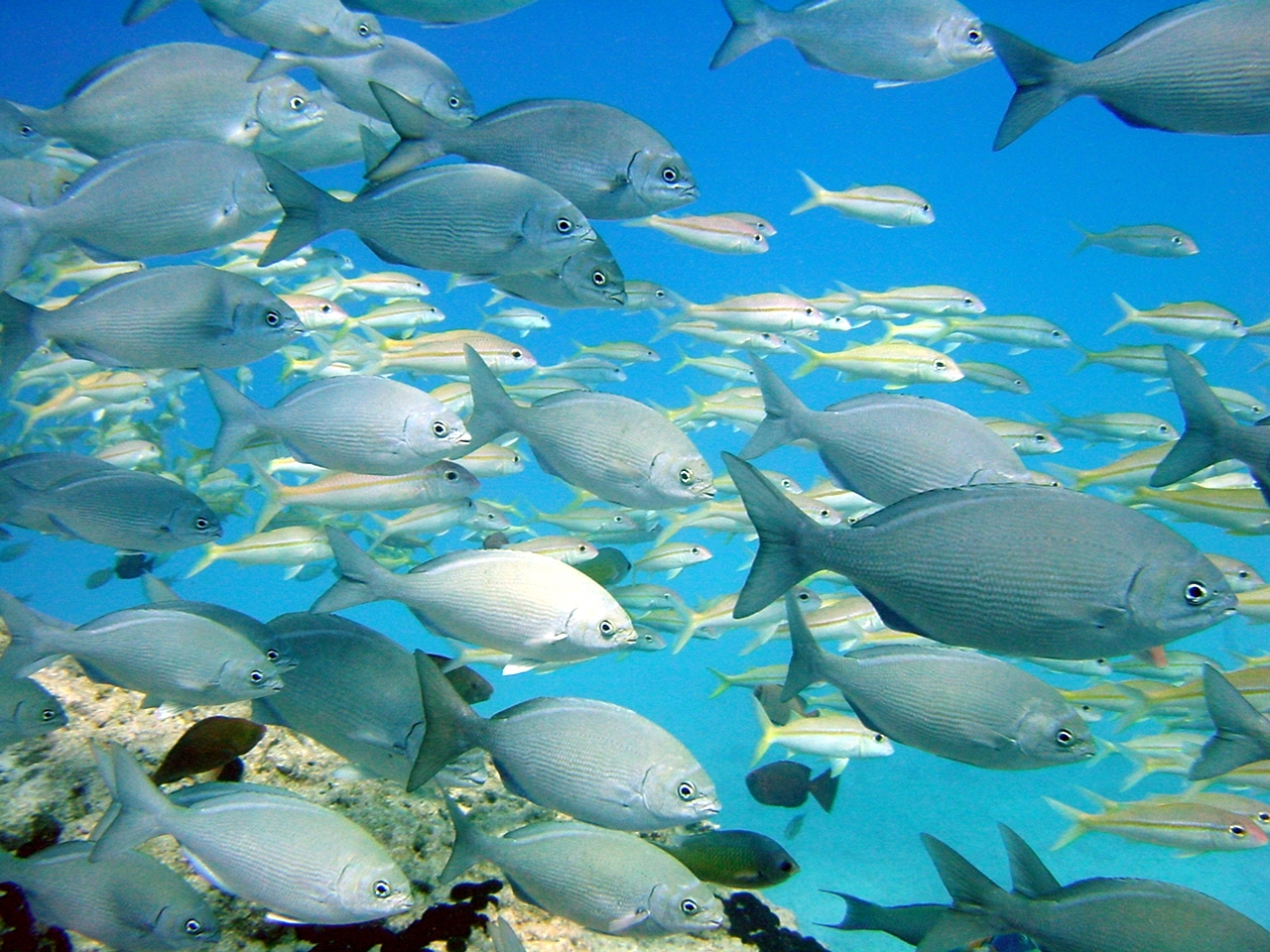
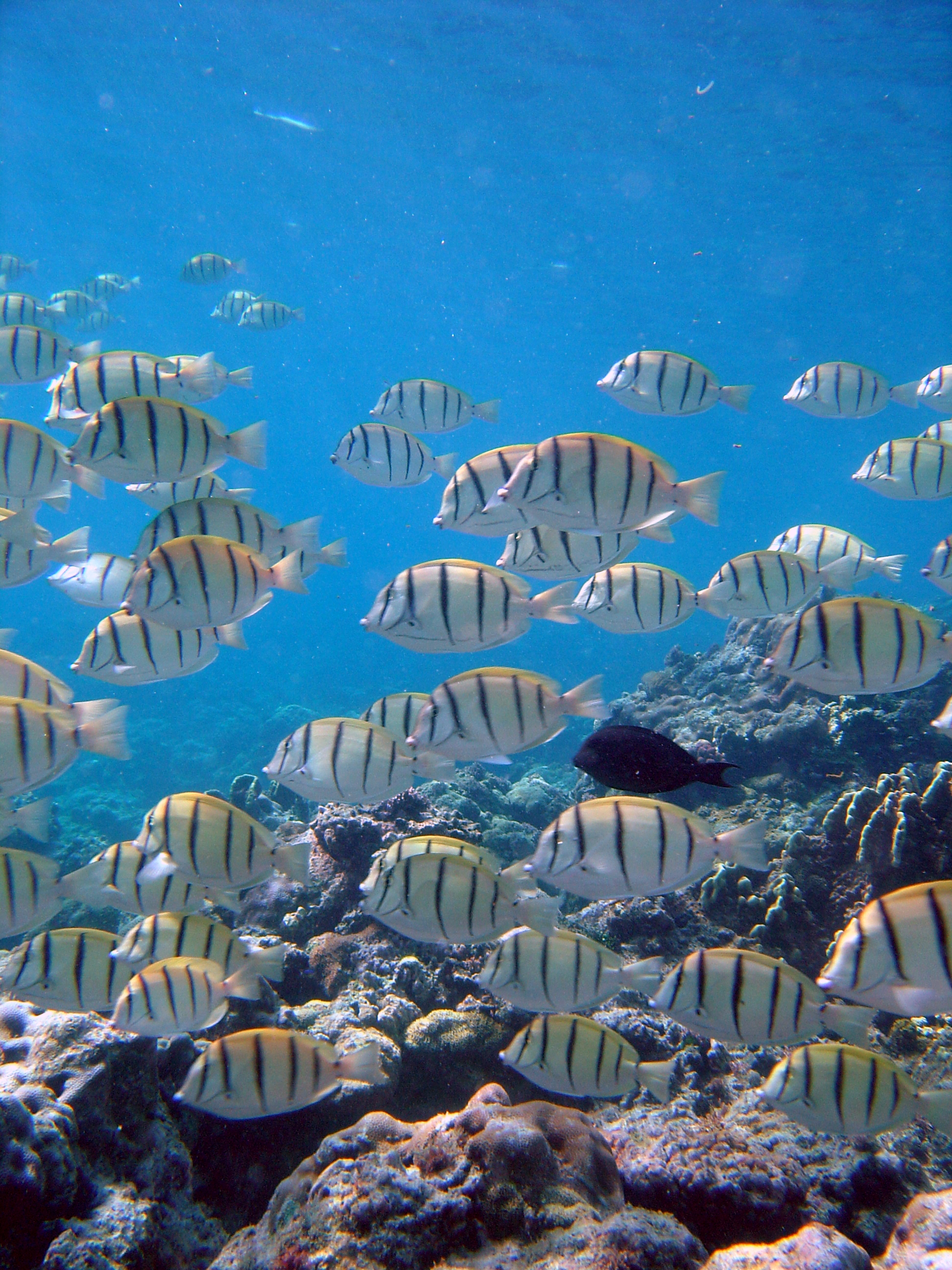
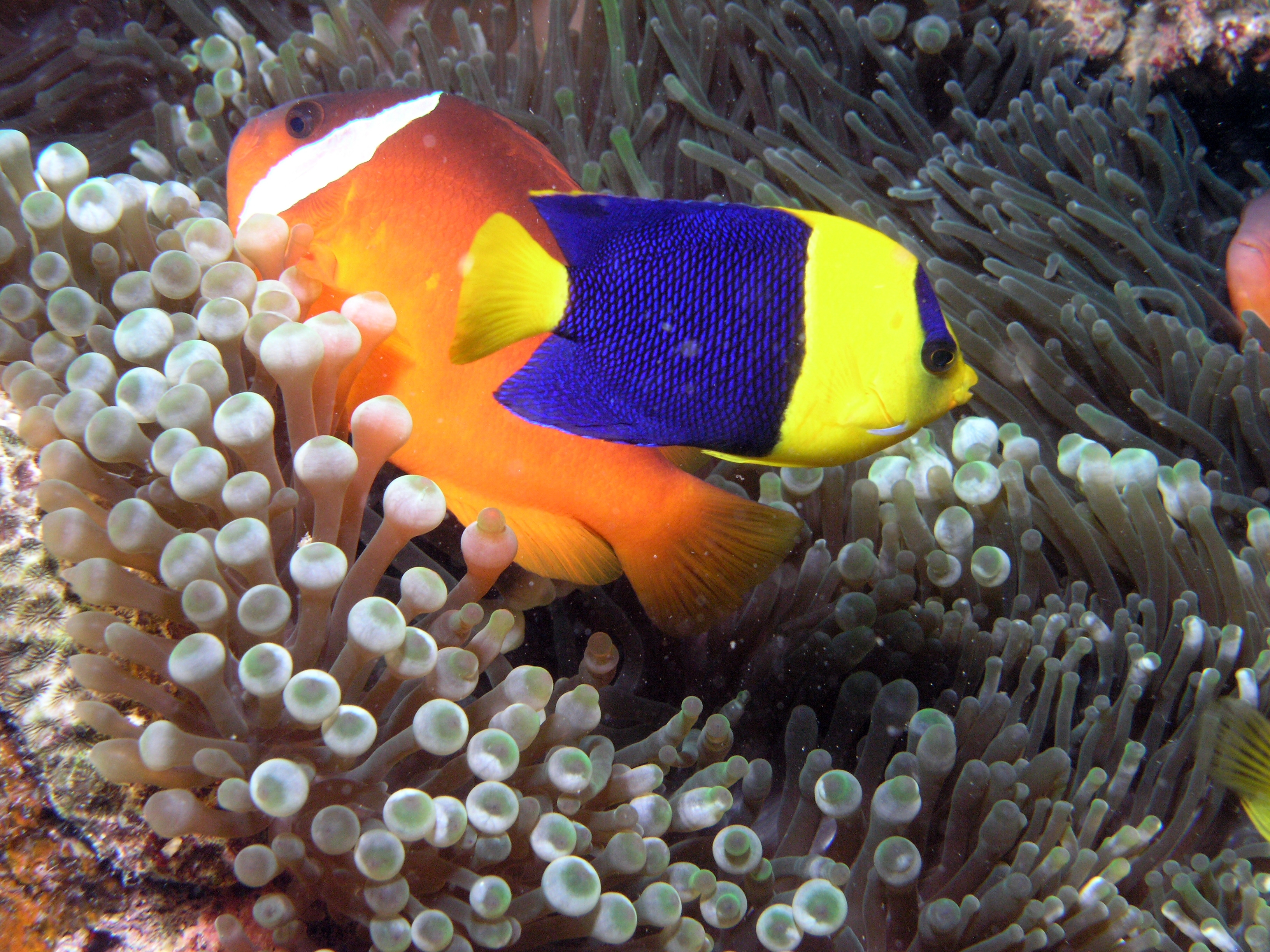
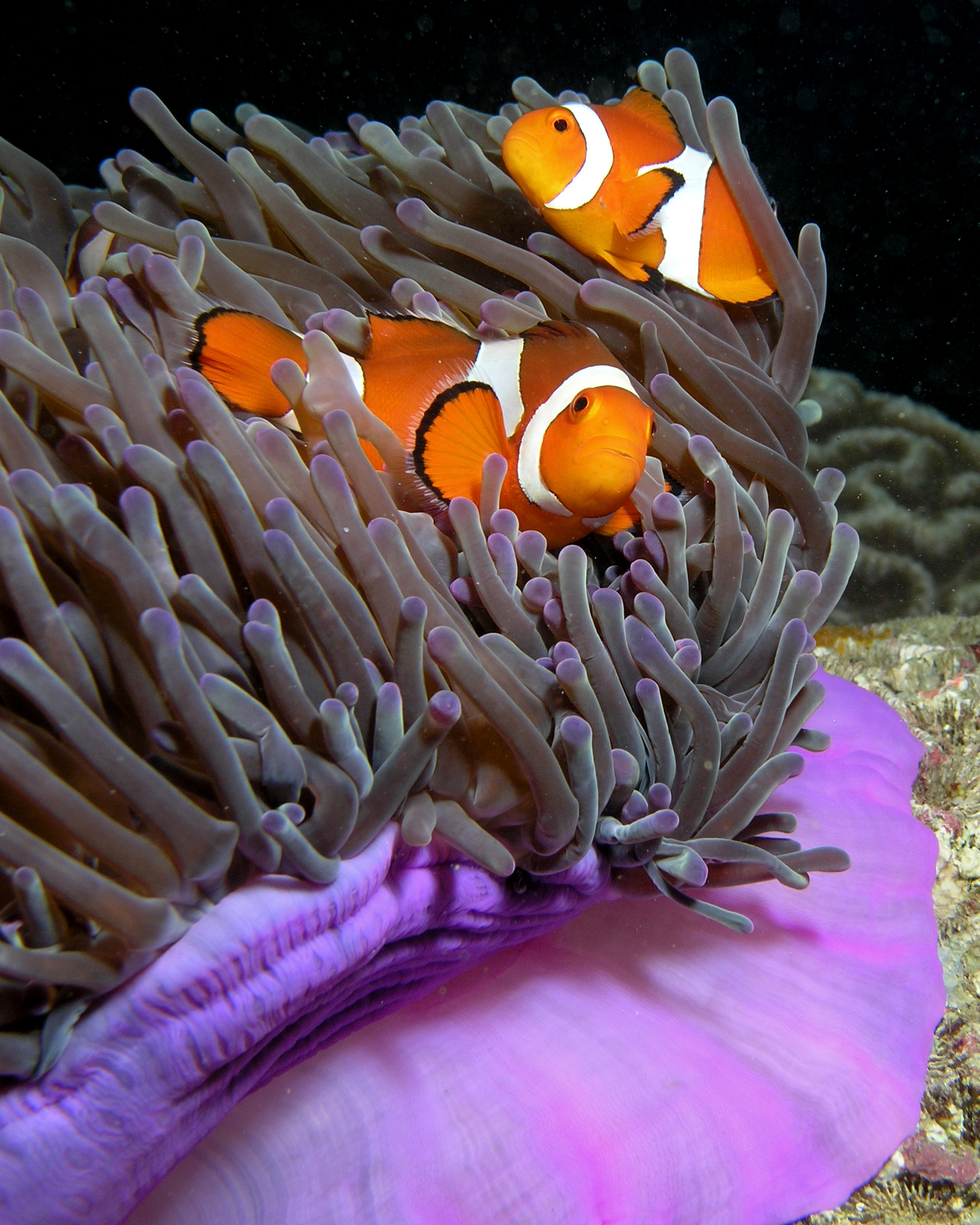
Sasanka velkolepá (Heteractis magnifica) a rezidentí ryba (Amphiprion ocellaris) (klaun očkatý), Východní Timor

#### Fotografické galerie
- (italsky) Archivio di foto subacquee Archivováno 11. 10. 2007 na Wayback Machine.
- (anglicky) Marinelifeimages.com
- (italsky) MondoMarino.net - Portale di biologia marina e fotografia subacquea
- (italsky) Scubafoto.it
- (italsky) Fondali.it - Corso di fotografia subacquea

#### Fotografové (externí odkazy)
- (anglicky) Andrej Belic
- (italsky) Claudio Bertasini
- (italsky) Giordano Cipriani
- (italsky) Paolo Curto
- (anglicky) Bill Curtsinger
- (anglicky) David Da Costa
- (italsky) Pierfranco Di Lenge
- (anglicky) Ryan Frimel
- (anglicky) Stephen Frink
- (anglicky) Mauricio Handler
- (anglicky) Jason Heller
- (anglicky) Fuerza Bruta
- (italsky) Vito Lorusso
- (italsky) Roberto Sozzani
- (italsky) Gabriele Donati
- (česky) Josef Litt
- (česky) Martina Balzarová